# 小行星2792
小行星2792（2792 Ponomarev）是一颗围绕太阳公转的小行星。1977年3月13日，尼古拉·切爾尼赫在克里米亚发现了此天体。
該小行星以俄羅斯天文儀器設計師尼古拉·格奥爾基耶維奇·波諾馬廖夫（Nikolaj Georgievich Ponomarev）命名。
这颗小行星的绝对星等为71.64218等。